# Rundsjön
Rundsjön är en sjö i Jokkmokks kommun i Lappland och ingår i Luleälvens huvudavrinningsområde. Sjön har en area på 0,13 kvadratkilometer och ligger 284 meter över havet.

## Delavrinningsområde
Rundsjön ingår i det delavrinningsområde (737663-169093) som SMHI kallar för Utloppet av Larvesjön. Medelhöjden är 288 meter över havet och ytan är 7,46 kvadratkilometer. Räknas de 3 avrinningsområdena uppströms in blir den ackumulerade arean 80,16 kvadratkilometer. Görjeån som avvattnar avrinningsområdet har biflödesordning 2, vilket innebär att vattnet flödar genom totalt 2 vattendrag innan det når havet efter 163 kilometer. Avrinningsområdet består mestadels av skog (54 procent) och sankmarker (21 procent). Avrinningsområdet har 0,38 kvadratkilometer vattenytor vilket ger det en sjöprocent på 5,1 procent.